# Schaller (Iowa)
Schaller – miasto w Stanach Zjednoczonych, w stanie Iowa, w hrabstwie Sac. W 2000 liczyło 779 mieszkańców.